# Крістоф Гессенський
Принц Крістоф Ернст Август Гессенський (нім. Christoph Ernst August Prinz von Hessen; 14 травня 1901, Франкфурт-на-Майні — 7 жовтня 1943, Апенніни, околиці Форлі) — принц з Гессенського дому, оберфюрер СС і майор люфтваффе.

## Біографія
Шостий син принца Фрідріха Карла Гессен-Кассельського, короля Фінляндії (1918) і глави Гессенського будинку (1925—1940), і принцеси Маргарити Прусської. Крістоф був молодшим братом-близнюком принца Ріхарда Гессенського (1901—1969). Його дядьком по материнській лінії був останній німецький імператор Вільгельм II. Правнук королеви Великої Британії Вікторії і принца Альберта Саксен-Кобург-Готського через їхню старшу дочку Вікторію, дружину німецького імператора Фрідріха III.
В жовтні 1931 року вступив в НСДАП, в лютому 1932 року — в СС. В 1933/35 роках — секретар Пауля Кернера. З 10 квітня 1935 року — начальник дослідницького управління. В 1939 році вступив добровольцем в люфтваффе. З листопада 1939 року служив в командуванні 2-го авіакорпусу.
Крістоф був переконаним реваншистом, але після Сталінградської битви розчарувався в нацизмі. Коли в 1942 році йому повідомили про вбивство Рейнгарда Гейдріха, якого він вважав «небезпечною і жорстокою людиною», Крістоф сказав, що це була «найкраща новина, яку він отримав за останній час». Він планував покинути нацистську партію, проте 7 жовтня 1943 року загинув в авіакатастрофі. Його тіло було знайдено 2 дні по тому.

## Сім'я та діти
15 грудня 1930 року в м. Кронберг одружився з принцесою Софією Грецькою (1914—2001), молодшою дочкою принца Андрія Грецького та Аліси Баттенберг, сестри Філіппа, герцога Единбурзького. Подружжя мало п'ять дітей:
- Принцеса Крістіна Маргарита Гессенська (10 січня 1933 — 21 листопада 2011), 1-й чоловік з 1956 року (розлучення в 1962) принц Андрій Югославський (1929—1990), 2-й чоловік з 1962 року (розлучення в 1986) Роберт Флоріс Ван Ейк (1916—1991), англійський поет і художник;
- Принцеса Доротея Шарлотта Каріна Гессенська (24 липня 1934), вийшла заміж в 1959 році за принца Фрідріха цу Віндіш-Грец (1917—2002);
- Принц Карл Адольф Андреас Гессенський (24 березня 1937), одружений з 1966 року з графинею Івонн Сапар (1944);
- Принц Райнер Крістофер Фрідріх Гессенський (18 листопада 1939), німецький історик, неодружений;
- Принцеса Кларісса Аліса Гессенська (6 лютого 1944), чоловік з 1971 року (розлучення в 1976) Жан-Клод Дерен (1948).

## Звання
- Штурмфюрер СС (12 червня 1933)
- Штурмгауптфюрер СС (20 квітня 1924)
- Штурмбанфюрер СС (21 червня 1934)
- Оберфюрер СС (1 червня 1939)
- Лейтенант (жовтень 1939)
- Оберлейтенант (1 травня 1940)
- Гауптман (1 вересня 1940)
- Майор (квітень 1943)

## Нагороди
- Цивільний знак СС
- Почесний кут старих бійців
- Йольський свічник (16 грудня 1935)
- Кільце «Мертва голова»
- Почесна шпага рейхсфюрера СС
- Німецький кінний знак в сріблі
- Німецька імперська відзнака за фізичну підготовку в сріблі
- Медаль «У пам'ять 13 березня 1938 року»
- Нагрудний знак спостерігача
- Залізний хрест
  - 2-го класу (15 травня 1940)
  - 1-го класу (березень 1942)